# Werner E. Mosse
Werner Eugen Emil Mosse (* 5. Februar 1918 in Berlin; † 30. April 2001) war ein britischer Historiker deutscher Herkunft.

## Leben
Mosse war Großcousin des Historikers George L. Mosse. Der Berliner Zeitungsverleger Rudolf Mosse war sein Großonkel. In einer deutsch-jüdischen großbürgerlichen Familie in Charlottenburg und Stangenhagen aufgewachsen, wurde er 1933 zusammen mit seinen beiden jüngeren Geschwistern von den Eltern ins sichere Großbritannien geschickt; der Vater starb bereits im Frühjahr 1933 auf dem Weg ins Konzentrationslager, angeblich durch Suizid. Mosse besuchte die St Paul’s School in West Kensington und nahm 1936 am Corpus Christi College der University of Cambridge das Studium der Geschichte auf (bis 1939). Von 1940 bis 1941 zunächst als deutscher Staatsbürger interniert, diente er nach seiner Einbürgerung bis 1946 im Royal Pioneer Corps der British Army, zuletzt im Dienstgrad eines Captain (Hauptmann).
Von 1948 bis 1952 war er Lecturer für moderne russische Geschichte an der UCL School of Slavonic and East European Studies und wurde 1950 bei Herbert Butterfield zum Ph.D. promoviert. Von 1952 bis 1964 Senior Lecturer für osteuropäische Geschichte an der University of Glasgow, war er seitdem Professor für Europäische Geschichte an der University of East Anglia in Norwich und somit einer ihrer Gründerväter. Er war Fellow der Royal Historical Society.
Mosse beschäftigte sich zunächst vornehmlich mit russischer bzw. sowjetischer Geschichte, der Geschichte des europäischen Bürgertums im 19. Jahrhundert in ländervergleichender Perspektive und der Geschichte des Liberalismus. Erst später wandte er sich intensiv der Geschichte des deutschen Judentums im 19. und 20. Jahrhundert zu, insbesondere dessen ökonomischer Elite, der er selbst entstammte. Er fungierte viele Jahre lang als Vorsitzender des Beirats des Leo Baeck Instituts London und war Herausgeber wichtiger Sammelbände zur jüngeren deutsch-jüdischen Geschichte.
Zum Gedenken ihres Bruders stiftete Barbara Mosse 2002 ein Stipendium für Postgraduierte (Werner Mosse awards) an der School of History der Universität von East Anglia.

## Wichtige Veröffentlichungen
- The European Powers and the German Question 1848–1871, New York 1981 (zuerst 1958), ISBN 0-374-95928-5.
- Alexander II and the Modernization of Russia, 2., erw. Aufl., London 1992 (zuerst 1958), ISBN 1-85043-512-X.
- The Rise and Fall of the Crimean System 1855–1871, London u. New York 1963.
- (Hrsg.): Entscheidungsjahr 1932. Zur Judenfrage in der Endphase der Weimarer Republik. Ein Sammelband (= Schriftenreihe wissenschaftlicher Abhandlungen des Leo Baeck Instituts, Bd. 13), 2., überarb. u. erw. Aufl., Tübingen 1966 (zuerst 1965).
- (Hrsg., unter Mitw. von Arnold Paucker): Deutsches Judentum in Krieg und Revolution 1916 bis 1923. Ein Sammelband (= Schriftenreihe wissenschaftlicher Abhandlungen des Leo Baeck Instituts, Bd. 25), Tübingen 1971, ISBN 3-16-831401-3 u. ISBN 3-16-831402-1.
- Liberal Europe. The Age of Bourgeois Realism 1848–1875, London u. New York 1974, ISBN 0-500-33032-8.
- (Hrsg., unter Mitw. von Arnold Paucker): Juden im Wilhelminischen Deutschland 1890–1914. Ein Sammelband (= Schriftenreihe wissenschaftlicher Abhandlungen des Leo Baeck Instituts, Bd. 33), 2., mit einem Vorw. erg. Aufl., Tübingen 1998 (zuerst 1976), ISBN 3-16-147074-5 (zuerst ISBN 3-16-838792-4), darin S. 57–113 Mosses Aufsatz Die Juden in Wirtschaft und Gesellschaft.
- (Hrsg.): Revolution and Evolution 1848 in German-Jewish History (= Schriftenreihe wissenschaftlicher Abhandlungen des Leo Baeck Instituts, Bd. 39), Festschrift für Robert Weltsch, Tübingen 1981, ISBN 3-16-743752-9.
- Adel und Bürgertum im Europa des 19. Jahrhunderts, in: Jürgen Kocka (Hrsg.): Bürgertum im 19. Jahrhundert, Bd. 2, München 1988, S. 276–314, ISBN 3-423-04482-9.
- The German-Jewish Economic Élite 1820–1935. A Socio-cultural Profile, Oxford u. New York 1989, ISBN 0-19-822990-9.
- (Hrsg., zus. mit Julius Carlebach): Second Chance. Two Centuries of German-speaking Jews in the United Kingdom (= Schriftenreihe wissenschaftlicher Abhandlungen des Leo Baeck Instituts, Bd. 48), Tübingen 1991, ISBN 3-16-145741-2.
- (Hrsg., zus. mit Hans Pohl): Jüdische Unternehmer in Deutschland im 19. und 20. Jahrhundert (= Zeitschrift für Unternehmensgeschichte, Beih. 64), Stuttgart 1992, ISBN 3-515-05869-9.
- Einführung in: Albert u. Lina Mosse: Fast wie mein eigen Vaterland. Briefe aus Japan 1886–1889, hrsg. von Shirô Ishii u. a., München 1995, ISBN 3-89129-273-2.
- An economic history of Russia 1856–1914, London u. a. 1996, ISBN 1-85043-519-7 u. ISBN 1-86064-066-4.